# Protectorat de la Baie d'Ambas
1884 – 1887 (3 ans)
Entités suivantes :
- Kamerun

Le protectorat de la Baie d'Ambas (en anglais : Ambas Bay Protectorate) est une colonie britannique établie à l'initiative d'Alfred Saker sur des terres achetées à la tribu Isubu, à proximité de la colonie de Victoria qu'il a fondée (actuel Limbé). La colonie a existé de 1884 à 1887, date à laquelle elle a été remise aux Allemands et incorporée au Cameroun allemand.

## Histoire
Le missionnaire britannique Alfred Saker a fondé une colonie d'esclaves libérés sur la baie d'Ambas en 1858, qui a ensuite été rebaptisée Victoria en honneur de la reine d'Angleterre. Le 19 juillet 1884, le Royaume-Uni établit le protectorat de la baie d'Ambas, dont Victoria était la capitale. Il a ensuite été cédé à l'Allemagne le 28 mars 1887.
| Tenure                              | Titulaire                                                                         |
| ----------------------------------- | --------------------------------------------------------------------------------- |
| Colonie de Victoria                 |                                                                                   |
| 1858                                | Fondation de la colonie de Victoria par la Société missionnaire baptiste anglaise |
| 1858-1876                           | Alfred Saker, administrateur                                                      |
| 1877-1878                           | George Grenfell, administrateur                                                   |
| 1878-1879                           | Q. W. Thomson, administrateur                                                     |
| 1879-1884                           | Thomas Lewis, administrateur                                                      |
| Protectorat britannique d'Ambas Bay |                                                                                   |
| 19 juillet 1884                     |                                                                                   |
| Juillet 1884 au 21 avril 1885       | Edward H. Hewitt, administrateur                                                  |
| 21 avril 1885 au 28 mars 1887       | ..., administrateur                                                               |
| 28 mars 1887                        | La baie d'Ambas fait désormais partie des possessions allemandes                  |